# Павловка (Репкинский район)
Павловка (укр. Павлівка) — село в Репкинском районе Черниговской области Украины. Население 342 человек. Занимает площадь 1,61 км².
Код КОАТУУ: 7424483203. Почтовый индекс: 15053. Телефонный код: +380 4641.

## Власть
Орган местного самоуправления — Павловский сельский совет. Почтовый адрес: 15053, Черниговская обл., Репкинский р-н, с. Павловка, ул. Школьная, 3.